# Пйотр Влазло
Пйотр Влазло (пол. Piotr Wlazło, нар. 3 серпня 1989, Радом) — польський футболіст, півзахисник клубу «Ягеллонія».

## Життєпис
Вихованець клубу «Радомяк» (Радом). У першій команді цього клубу дебютував 16 червня 2007 року в програному (0:1) поєдинку зі Зніч (Прушкув). Напередодні початку сезону 2009/10 років підписав контракт з «Відзевом» (Лодзь), однак у весняній частині сезону був відданий в оренду до «Радомяка». У липні 2011 року був знову орендований «Радомяком», а в січні 2012 року цей клуб викупив контракт Пйотра.
У червні 2013 року, а в липні того ж року підписав 2-річний контракт з плоцькою «Віслою». У сезоні 2015/16 років разом з командою здобув путівку до Екстракляси. На найвищому рівні дебютував 15 липня 2016 року у переможному (2:1) матчі з «Лехією» (Гданськ), вийшовши на поле на 73-й хвилині замість Аркадіуша Реци. 10 грудня 2016 року у виграному (4:3) поєдинку проти «Руху» (Хожув) відзначився хет-триком, і таким чином відзначився своїми першими голами в Екстраклясі. Останній м'яч залетів з відстані 52-х метрів.
У серпні 2017 року підписав 3-річний контракт з «Ягеллонією» (Білосток).